# Kanton Pernes-les-Fontaines
Kanton Pernes-les-Fontaines (fr. Canton de Pernes-les-Fontaines) je francouzský kanton v departementu Vaucluse v regionu Provence-Alpes-Côte d'Azur. Tvoří ho šest obcí.

## Obce kantonu
- Le Beaucet
- Pernes-les-Fontaines
- La Roque-sur-Pernes
- Saint-Didier
- Velleron
- Venasque